# Wyclef Jean

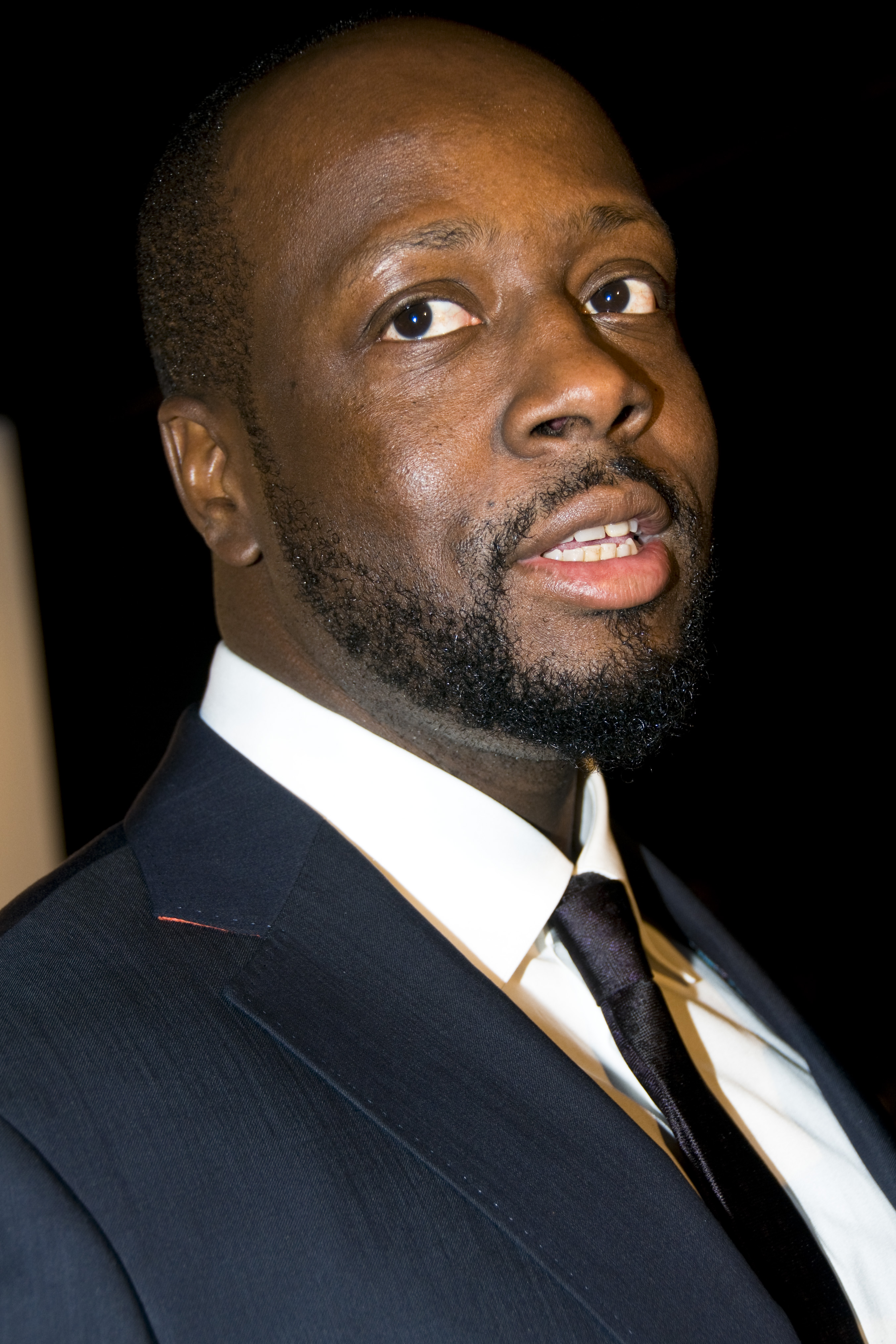
Wyclef Jean (2008)

Nelust Wyclef Jean (* 17. Oktober 1969 in Croix-des-Bouquets, Ouest) ist ein haitianischer Hip-Hop-Musiker, Songwriter und Produzent.

## Karriere
Zusammen mit seinem Cousin Pras Michel gründete er die Band Tranzlator Crew und schrieb eigene Songs und Texte. Obwohl Jean von Anfang an als sehr talentiert galt, ließ der Erfolg bis zur Gründung der Gruppe Fugees (mit Pras Michel und Lauryn Hill) auf sich warten. 1993 erschien ihr Debütalbum Blunted on Reality. Der Durchbruch gelang dem Trio 1996 mit dem zweiten Album The Score.
1997 begann Jean sich auf seine Solokarriere zu konzentrieren. Er veröffentlichte das Album The Carnival und koppelte Hits wie Gone till November und eine Coverversion von Guantanamera aus. Des Weiteren kollaborierte er als Mitglied der Soul Assassins mit DJ Muggs von Cypress Hill. In den folgenden Jahren schaffte er es, sein Talent als Songwriter, Produzent und Remixer für Destiny’s Child, Sublime, Simply Red, Whitney Houston, Michael Jackson, Eric Benét, Mýa, Carlos Santana, The Black Eyed Peas, Akon, Ivy Queen, Sinéad O’Connor, Tom Jones und Mick Jagger unter Beweis zu stellen.
Auf dem im Jahre 2000 veröffentlichten Album The Ecleftic erhielt Jean Unterstützung von Künstlern wie Youssou N’Dour, Mary J. Blige, Kenny Rogers, Earth, Wind and Fire und Wrestling-Star The Rock. Am 9. Juli 2006 sang er mit Shakira bei der Finalfeier der Fußball-Weltmeisterschaft den Song Hips Don’t Lie. Für das im Oktober 2007 erschienene Eros-Ramazzotti-Best-of-Album E2 hat Wyclef Jean das Lied L’aurora neu aufgenommen. Mit Serj Tankian, dem Sänger von System of a Down, hat Wyclef Jean ein Lied mit dem Titel Riot aufgenommen; es befindet sich auf Wyclef Jeans Album Carnival II – Memoirs Of An Immigrant, das am 23. November 2007 in Deutschland veröffentlicht wurde.

## Privatleben
Im Alter von neun Jahren zog er mit seiner Familie in den New Yorker Stadtteil Brooklyn, später nach Newark (New Jersey), wo sein Vater als Pastor eine Gemeinde der Kirche des Nazareners leitete. 2008 und 2009 hatte er finanzielle Probleme. Sein Strandanwesen in Miami Beach sollte 2008 zwangsversteigert werden. Der Zwangsverkauf fand aber nach Verhandlungen mit der beteiligten Bank nicht statt. Am 19. März 2011 wurde Jean in Port-au-Prince angeschossen und an der Hand verletzt. Wyclef Jean ist seit 1994 verheiratet; das Paar hat 2005 eine Tochter adoptiert. Jean hat drei Geschwister.

## Soziales Engagement
Jean gründete 2001 eine Wohltätigkeitsorganisation namens Yéle Haiti (zu deutsch in etwa „Schreie Haiti“), die allerdings 2012 stillgelegt wurde nach Ermittlungen des New Yorker Generalstaatsanwalts wegen Veruntreuung von Spendengeldern. Die Organisation hatte es sich zum Ziel gesetzt, Musik, Sport und Medien zu nutzen, um kleine, aber effektive Projekte in Haiti, dem Geburtslandes von Jean, entstehen zu lassen, welche die langfristige Entwicklung von Haiti unter den Gesichtspunkten Bildung, Gesundheit, Umwelt und Gemeinwesenarbeit unterstützen.
Nach dem schweren Erdbeben in Haiti am 12. Januar 2010 nahm Jean eine Benefizsingle mit Mick Jagger auf und organisierte für den 22. Januar 2010 ein großes Benefiz-Rockkonzert unter dem Titel Hope for Haiti Now. Weitere Mitwirkende bei diesem Konzert waren Christina Aguilera, Sting, Bono, Justin Timberlake, Alicia Keys und George Clooney.

## Politik
Bei den Wahlen am 28. November 2010 hatte Jean die Absicht, für das Amt des Präsidenten von Haiti zu kandidieren. Nach der Registrierung als Kandidat sagte er vor Unterstützern: „Ich möchte Präsident Barack Obama sagen, dass die USA Obama haben und Haiti Wyclef Jean.“ Jean hat fünf Jahre seines Lebens in Haiti verbracht. Nach einer vorab veröffentlichten Meldung eines Mitglieds des Wahlgremiums, erfülle Jean nicht alle erforderlichen Bedingungen für die Zulassung zur Wahl und werde deswegen nicht auf die Liste der Kandidaten gesetzt.

## Diskografie
Studioalben

| Jahr | Titel Musiklabel                                                            | Höchstplatzierung, Gesamtwochen, AuszeichnungChartplatzierungen (Jahr, Titel, Musiklabel, Platzierungen, Wochen, Auszeichnungen, Anmerkungen) | Höchstplatzierung, Gesamtwochen, AuszeichnungChartplatzierungen (Jahr, Titel, Musiklabel, Platzierungen, Wochen, Auszeichnungen, Anmerkungen) | Höchstplatzierung, Gesamtwochen, AuszeichnungChartplatzierungen (Jahr, Titel, Musiklabel, Platzierungen, Wochen, Auszeichnungen, Anmerkungen) | Höchstplatzierung, Gesamtwochen, AuszeichnungChartplatzierungen (Jahr, Titel, Musiklabel, Platzierungen, Wochen, Auszeichnungen, Anmerkungen) | Höchstplatzierung, Gesamtwochen, AuszeichnungChartplatzierungen (Jahr, Titel, Musiklabel, Platzierungen, Wochen, Auszeichnungen, Anmerkungen) | Anmerkungen                                                                    |
| Jahr | Titel Musiklabel                                                            | DE | AT | CH | UK | US | Anmerkungen                                                                    |
| ---- | --------------------------------------------------------------------------- | --- | --- | --- | --- | --- | ------------------------------------------------------------------------------ |
| 1997 | The Carnival Sony Music                                                     | DE81 (9 Wo.)DE | — | CH38 (3 Wo.)CH | UK40 Silber · (6 Wo.)UK | US16 ×2Doppelplatin · (67 Wo.)US | Erstveröffentlichung: 24. Juni 1997 mit Refugee Allstars Verkäufe: + 2.067.500 |
| 2000 | The Ecleftic: 2 Sides II a Book Sony Music                                  | DE20 Gold · (32 Wo.)DE | AT17 (25 Wo.)AT | CH10 (37 Wo.)CH | UK5 Gold · (19 Wo.)UK | US9 Platin · (30 Wo.)US | Erstveröffentlichung: 18. August 2000 Verkäufe: + 1.205.000                    |
| 2002 | Masquerade Sony Music                                                       | DE20 (8 Wo.)DE | AT14 (11 Wo.)AT | CH13 (12 Wo.)CH | UK30 (3 Wo.)UK | US6 (14 Wo.)US | Erstveröffentlichung: 18. Juli 2002                                            |
| 2003 | The Preacher’s Son Clef Records                                             | DE59 (1 Wo.)DE | AT60 (1 Wo.)AT | CH36 (4 Wo.)CH | — | US22 (5 Wo.)US | Erstveröffentlichung: 7. Oktober 2003                                          |
| 2004 | Welcome to Haiti: Creole 101 Rajon Music / Eagle Records                    | — | — | — | — | — | Erstveröffentlichung: 5. Oktober 2004                                          |
| 2007 | Carnival Vol. II: Memoirs of an Immigrant Carnival House Records / Sony BMG | — | — | CH33 (3 Wo.)CH | — | US28 (14 Wo.)US | Erstveröffentlichung: 4. Dezember 2007                                         |
| 2009 | From the Hut, to the Projects, to the Mansion Carnival House Records        | — | — | — | — | US171 (1 Wo.)US | Erstveröffentlichung: 10. November 2009                                        |
| 2017 | Carnival III: The Fall and Rise of a Refugee Heads Music / Sony Music       | — | — | — | — | US112 (1 Wo.)US | Erstveröffentlichung: 15. September 2017                                       |
| 2019 | Wyclef Goes Back to School Volume 1 Heads Music / Sony Music                | — | — | — | — | — | Erstveröffentlichung: 8. März 2019                                             |

## Filmografie
- 1999: Lebenslänglich (Life)
- 2002: Shottas – Gangster (Shottas)
- 2004: Full Clip
- 2005: Das Traum-Date (One Last Thing…)
- 2005: Dirty
- 2006: Redline
- 2006: Ghosts of Cité Soleil
- 2016: Law and Order: Special Victims Unit Staffel 18, Folge 6[9]

## Fernsehauftritte
- Emporio Armani: A Private Party, 1996
- Carmen: A Hip Hopera, 2001
- Chappelle’s Show, 2004
- The Late Late Show with Craig Ferguson, 2005
- Third Watch – Einsatz am Limit, 2005